# マックス・パーキス
マックス・パーキス（Max Pirkis,1989年1月6日-）はイギリス出身の俳優。

## 略歴
イートン校を卒業後、現在はケンブリッジ大学聖キャサリン校に入学。専攻は神学。
2003年、『マスター・アンド・コマンダー』にて映画デビューを果たす。 その後2005年にHBOのテレビドラマ『ROME［ローマ］』にて幼少のオクタウィアヌス（作中では改名前の「オクタウィウス」）を演じる。

## 主な出演作

### 映画
- マスター・アンド・コマンダー - ウィリアム・ブレイクニー士官候補生

### テレビ他
- ROME - オクタヴィウス